# معركة لوزون
معركة لوزون ( بالفلبينية : Labanan sa Luzon ؛ باليابانية : ル ソ ン 島 の 戦 い)، كانت معركة برّية لمسرح العمليات الآسيوي والمُحيط الهادئ خلال الحرب العالمية الثانية بين قوات الإمبراطورية اليابانية من جهة وقوات الحُلفاء المُتمثلة بالولايات المُتحدة ومُستعمراتها في الفلبين من جهةً آخرى. أسفرت المعركة عن انتصار أمريكي فلبيني، حيث سيطر الحُلفاء على جميع المواقع المهمّة استراتيجيًا واقتصاديًا في لوزون، وبحلول مارس من عام 1945، وعلى الرغم من أن المقاومة اليابانية صَمَدت في الجِبال إلى أن تم إعلان الإستسلام الغير مشروط لليابان. تكبدت القوات الأمريكية خسائر فادحة في تلك المعركة بالرُغم من أنها ليست الأعلى للخسائر الأمريكية، كما قُتِل ما يَقرُب 192,000 إلى 205,000 مُقاتل يابانيّ (مُعظمهم من الجوع والمرض)، وقُتِل 8000 مُقاتل أمريكي، وأكثر من 150,000 فلبيني، بأغلبية ساحقة من المدنيين الذين قتلتهم القوات اليابانية، خاصة خِلال مذبحة مانيلا في فبراير 1945.

## الخلفية
أُعتبرت الفلبين ذات أهمية استراتيجيةً كبيرة، ولأن استيلاء اليابان عليها سيُشكل تهديدًا كبيرًا للولايات المتحدة، فقد تمركز 135,000 جندي و 227 طائرة في الفلبين بحلول أكتوبر 1941. وكانت لوزون أكبر جزيرة استولت عليها القوات الإمبراطورية اليابانية عام 1942. فأمر الجنرال دوغلاس ماك آرثر - الذي كان مسؤولاً عن الدفاع عن الفلبين في ذلك الوقت - بالتوجه إلى أستراليا، وتراجعت القوات الأمريكية المتبقية إلى شبه جزيرة باتان.
بعد بضعة أشهر، أعرب ماك آرثر عن اعتقاده بأن محاولة استعادة الفلبين كان أمراً ضرورياً. لكن قائد المحيط الهادئ الأمريكي الأدميرال تشيستر نيميتز ورئيس العمليات البحرية الأدميرال إرنست كينج عارض هذه الفكرة، بحجة أنه يجب الانتظار حتى يكون النصر مؤكدًا، واضطر ماك آرثر إلى الانتظار لمدة عامين لتحقيق رغبته ؛ كان ذلك في عام 1944 قبل إطلاق حملة لاستعادة الفلبين، وكانت جزيرة ليتي هي الهدف الأول للحملة، والتي تم الاستيلاء عليها بحلول نهاية ديسمبر 1944. وتبع ذلك الهجوم على جزيرة ميندورو، وبعد ذلك على لوزون.

## المقدمة
قبل أن تتمكن القوات الأمريكية من شن الهجوم على لوزون، كان من الضروري إنشاء قاعدة عمليات بالقرب من الجزيرة، وكان لا بد من إنشاء القواعد الجوية على وجه الخصوص من أجل تزويد القوات المتقدمة بالدعم الجوي، واستولت القوات بقيادة العميد ويليام سي دونكل على جزيرة ميندورو بمساعدة الأسطول السابع. بحلول 28 ديسمبر، سيطرت الولايات المتحدة على قاعدتين جويتين وكانتا على استعداد للمساعدة في الهجوم على لوزون، والذي كان من المقرر إطلاقها في 9 يناير 1945. مع الاستيلاء على ميندورو، تمركزت القوات الأمريكية جنوب لوزون. وكان ماك آرثر ينوي إنزال قواته في لينجاين اتجاه الشمال. حيث سيؤدي هذا إلى وضع قواته بالقرب من عدة طرق وخطوط سكك حديدية في لوزون، مما يفتح الطريق إلى مانيلا - الهدف الرئيسي - عبر السهول في وسط الجزيرة.

### عمليات الخداع
قامت الطائرات الأمريكية برحلات استطلاعية وقصف فوق جنوب لوزون باستمرار، بهدف خداع القوات اليابانية للاعتقاد بأن الهجوم على لوزون سيأتي من الجنوب. بالإضافة إلى ذلك، تم استخدام طائرات النقل لعمل إنزال بالمظلات لدمى أشبه بالجنود، واستخدمت كاسحات الألغام لتطهير خلجان بالايان وباتانجاس وتياباس الواقعة جنوب لوزون، وقام مقاتلو المقاومة الفلبينية بعمليات تخريبية في جنوب لوزون. فشلت عمليات الخداع هذه في إقناع الجنرال ياماشيتا (قائد الجيش الإمبراطوري الياباني في الفلبين)، وقام ببناء مواقع دفاعية مهمة في التلال والجبال المحيطة بخليج لينجاين في شمال لوزون.

## المعركة

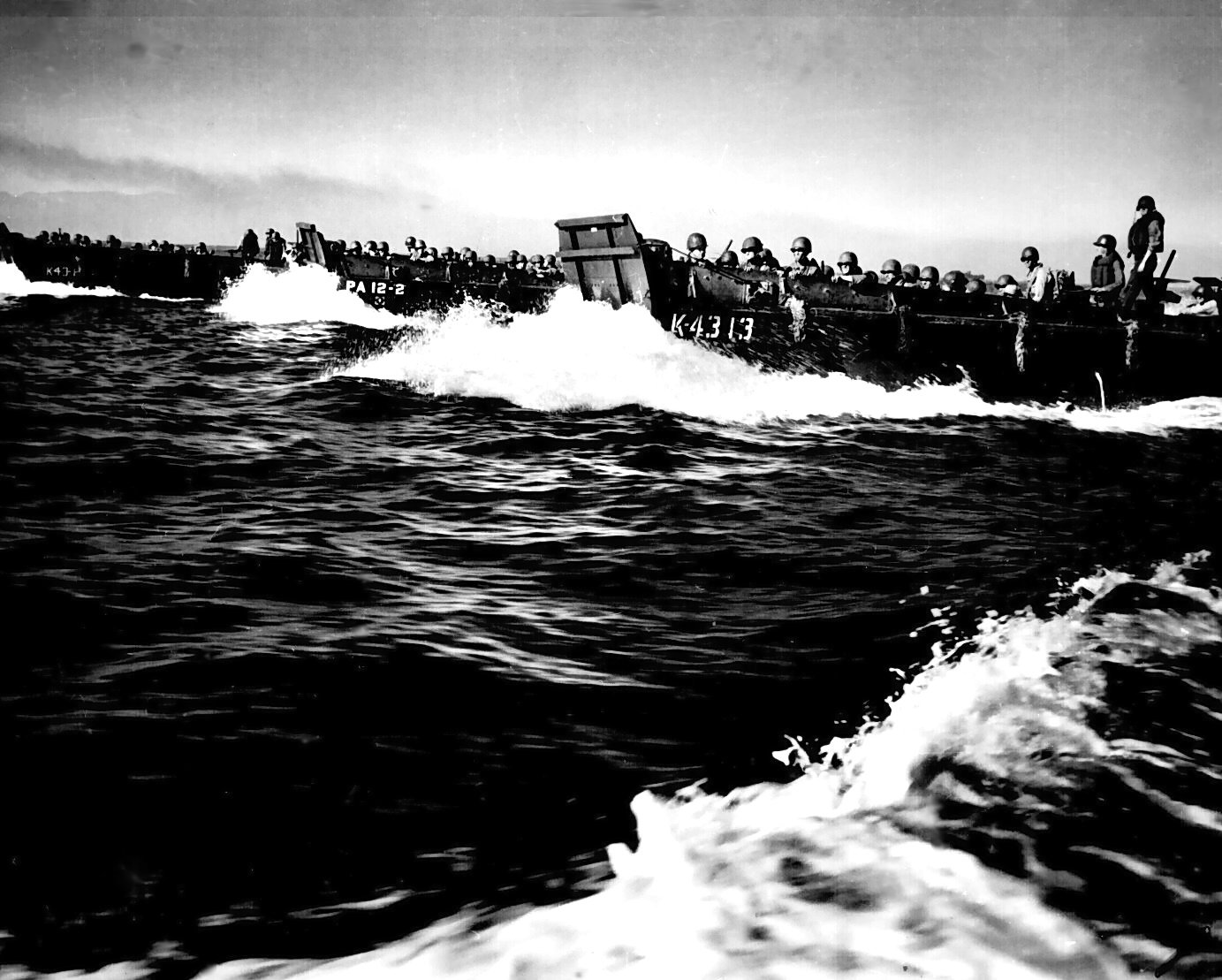
الدفعة الأولى من القوات التحالف تقترب من شواطئ لوزون.

بدأ الهجوم الأمريكي على لوزون كما هو مخطط لهُ في 9 يناير 1945، تحت الأسم الرمزي S-day. حيث أبلغت القوات اليابانية عن دخول أكثر من 70 سفينة حربية حليفة إلى خليج لنغاين، وبدأ القصف قبل الهجوم على المواقع الساحلية اليابانية من هذه السفن عند الساعة 07:00 وبدأت عمليات الإنزال بعد ساعة. واجهت قوات الإنزال الأمريكية معارضة قوية من طائرات الكاميكازي اليابانية وتم تدمير حاملة الطائرات المُرافقة، بينما غُرِقت مدمرة والعديد من السفن الحربية الأخرى. وساعدت طائرات أمريكية من الأسطول الثالث في عمليات الإنزال بدعم جوي قريب ومهاجمة مواقع المدافع اليابانية وقصفها.
تم تنفيذ عمليات الإنزال الأمريكية في خليج لنغاين في 9 يناير من قبل الجيش السادس تحت قيادة الجنرال والتر كريغر. ونزل ما يقرب 175,000 جندي من الجيش السادس الأمريكي بمرسى أساطيل بطول 20 ميل (32 كـم) في غضون أيام قليلة، بينما قام الفيلق الأول بحماية أجنحتهم. ثم تقدم الفيلق الرابع عشر تحت قيادة الجنرال أوسكار جريسوولد جنوبًا باتجاه مانيلا، وعلى الرغم من مخاوف كروجر من أن جناحه الشرقي كان غير محمي وعرضة للخطر إذا هاجمت القوات اليابانية. ومع ذلك، لم يحدث مثل هذا الهجوم، ولم تواجه القوات الأمريكية مقاومة كبيرة حتى وصلت إلى قاعدة كلارك الجوية في 23 يناير، واستمرت المعركة هناك حتى نهاية يناير، وبعد الاستيلاء على القاعدة، تقدم الفيلق الأمريكي الرابع عشر نحو مانيلا.
تم الإنزال البرمائي الثاني لقوات التحالف في 15 يناير، 45 ميل (72 كـم) جنوب غرب مانيلا. في 31 يناير، قام فوجان من الفرقة 11 المحمولة جواً بهجوم جوي، واستولوا على جسر، ثم تقدموا لاحقًا نحو مانيلا. وفي 3 فبراير، استولت فرقة الفرسان الأولى على الجسر عبر نهر تولاهان المؤدي إلى المدينة، وتقدموا إلى المدينة في ذلك المساء، وبدأت معركة الاستيلاء على مانيلا. في 4 فبراير، جاء المظليين الأميركان من الفرقة 11 المحمولة جواً - بالإقتراب من المدينة من الجنوب - إلى الدفاعات اليابانية الرئيسية جنوب مدينة مانيلا حيث توقف تقدمهم بسبب المقاومة الشديدة. أمر الجنرال ياماشيتا قواته بتدمير جميع الجسور والمنشآت الحيوية الأخرى بمجرد دخول القوات الأمريكية إلى المدينة، وواصلت القوات اليابانية المتحصنة في جميع أنحاء المدينة مقاومة القوات الأمريكية. وأعلن الجنرال ماك آرثر عن الاستيلاء الوشيك على مانيلا في نفس اليوم. في 11 فبراير، استولت الفرقة 11 المحمولة جواً على آخر الدفاعات اليابانية الخارجية، وبالتالي طوِّقت المدينة بأكملها، ونفذت القوات الأمريكية والفلبينية عمليات تطهير في المدينة في الأسابيع التالية. بلغ عدد الضحايا العسكريين 1010 أمريكي و 3079 فلبيني و 12000 ياباني.  

## ما بعد الكارثة
استمرت المعارك في جميع أنحاء جزيرة لوزون في الأسابيع التالية، مع وصول المزيد من القوات الأمريكية إلى الجزيرة. كما هاجم مقاتلو المقاومة الفلبينية والأمريكية مواقع يابانية وقاموا بتأمين عدة مواقع. بحلول أوائل مارس سيطر الحلفاء على جميع المواقع المهمة استراتيجيًا واقتصاديًا في لوزون. وتراجعت مجموعات صغيرة من القوات اليابانية المتبقية إلى المناطق الجبلية في شمال وجنوب شرق الجزيرة، حيث حوصرت لعدة أشهر. صمدت فرق من الجنود اليابانيين في الجبال - توقف معظمهم عن المقاومة مع الاستسلام غير المشروط لليابان، لكن قلة متفرقة صمدت لسنوات عديدة بعد ذلك. كانت الخسائر عالية بشكل مذهل بالنسبة لليابانيين، وبلغت الخسائر اليابانية 205,535 قتيلا مع 9,050 سجيناً. وكانت الخسائر الأمريكية أقل بكثير، حيث قُتل 8,310 وأصيب 29,560. يُقدر عدد الضحايا المدنيين بما يتراوح بين 120,000 و 140,000 قتيلاً. [بحاجة لمصدر]

## روابط خارجية
- A film clip AIR ASSAULT TACTICS [ETC. (1945)] is available at the Internet Archive